# Книга Екклезіястова, або Проповідника

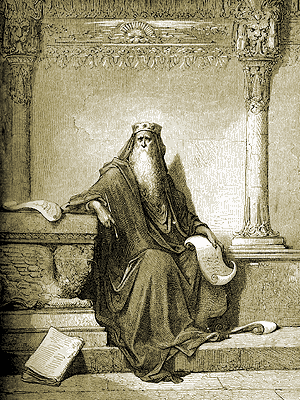
Екклезіаст, гравюра Гюстава Доре

Книга Екклезіястова (або Проповідника) (Проповідник, Екклесіаст, Екклезіаст) (івр. מגילת קהלת — Меґіла́т Коге́лет (Сувій Когелет); грец. Εκκλησιαστής) — книга Старого Завіту Біблії та Танаху. Проповідник ставить питання про сенс людського життя-буття на землі. Людина хоч і бачить, що у природі панують постійні закони і що на Землі є багато доброго, проте розв'язати всі проблеми буття людина неспроможна. Проповідник приходить до висновку, що людина обмежена, що вона не в силі збагнути шляхи Божого Провидіння. Інакше кажучи, вона повинна шанувати Божу волю й виконувати її, бо в тому й полягає весь сенс людського існування на землі.

## Назва та час написання
Назва Книги: «Книга Проповідника, сина Давидового, царя в Єрусалимі.» (Екл. 1:1), наводить на думку що її автором був славний своїм багатством і мудрістю цар Соломон. За традицією сапієнціальних творів, невідомий мудрець ІІІ ст. до н. е. приписав свій текст Соломонові, значення і місце якого в царині мудрості Ізраїля були загальновизнаними. Ким насправді був автор — невідомо, тим більше, що ім'я, яким він представляється, Когелет, не є власним іменем, а означає головуючого на зборах (дав.-грецьк. Ἐκκλησιαστής). Часово Проповідник належить до епохи, яка на теренах Палестини, внаслідок походу Александра Македонського на Схід, була позначена проникненням грецької думки (близько 322 р. до н. е.). Нові філософські та релігійні вчення зустрілися з традиційним світоглядом Ізраїля. Замість оптимізму і впевненості Книги при́казок Соломонових (При́повістей Соломона), у Проповідника з'являється неспокій і песимізм. Під невблаганним критичним поглядом автора-мудреця похитнулися дотодішні принципи і цінності; переконання у вартісності тривалого життя, а також — у неминучості відплати за людські вчинки. Не один з висловів Ісуса Христа можна краще зрозуміти, якщо вникнути у спосіб висловлювання Проповідника. Завдяки двом аспектам — негативному і позитивному — Книга є справжньою, як її називають, praeparatio evangelica. Адже визнаючи, що Божа доброта і всемогутність є фундаментом людського існування, та вказуючи на обмеженість на той час відповідей, Книга підготовляє до наступного етапу Об'явлення.

## Зміст Книги
Книга розпочинається славнозвісною фразою про марноту (суєту)
| " | Наймарніша марнота, сказав Проповідник, наймарніша марнота, марнота усе! (Екл. 1:2) | " |

В цьому знаходиться співзвучність зі словами Христа: «Прославляю Тебе, Отче, Господи неба й землі, що втаїв Ти оце від премудрих і розумних, та його немовлятам відкрив.» (Мт. 11:25). За словами апостола Павла, «Цьогосвітня бо мудрість у Бога глупота, бо написано: Він ловить премудрих у хитрощах їхніх!» (1 Кор. 3:19) та «Де мудрий? Де книжник? Де дослідувач віку цього? Хіба Бог мудрість світу цього не змінив на глупоту?» (1 Кор. 1:20). 
Деякі вислови Старого Заповіту наповнені схожим духом «Він надійним уста відіймає й забирає від старших розумність.» (Йов 12:20), «Він Той, Хто князів обертає в ніщо, робить суддів землі за марноту: вони не були ще посаджені, і не були ще посіяні, і пень їхній в землі ще не закорінився, та як тільки на них Він дмухнув, вони повсихали, і буря понесла їх, мов ту солому!» (Іс. 40:23-24), «Послухайте слова Господнього, Ізраїлеві сини, бо Господь має прю із мешканцями земними, бо нема на землі ані правди, ні милости, ані богопізнання.» (Ос. 4:1).
Марнотою є навіть мудрість, каже проповідник, вона приносить розчарування. Здобуваючи й посідаючи мудрість, людина замість радіти, зазнає немало прикрощів. Не менше розчарувань приносить гонитва за приємностями та вигодами життя. Вони також — марнота та гонитва за вітром. Хоча й мудрість перевищує глупоту, як світло — темряву, але кінець мудреця і дурня однаковий. Розчарування приносять будь-які людські зусилля і праця. Бо все має свій час тривання, а людина того не може змінити. Віддана на неминучу смерть, вона не може проникнути в задуми Творця. Суспільна нерівність і несправедливість доповнюють сумну картину життя на світі. Показавши згубні наслідки надмірного прагнення до багатства, автор повертається до головної лінії своїх роздумів. Розчарування підстерігає й того, хто вже зібрав велике багатство. Бо багатство не дає повного щастя — навпаки, часто більше спокою має незаможна людина, навіть бідна. З огляду на пастки, яке несе із собою багатство, ще потрібнішою є мудрість, аби зберігати міру в усьому. Хоча досконалу мудрість осягнути неможливо, однак треба користуватися її наказами, щоб у різноманітних життєвих ситуаціях не накоїти зла.
Наступний урок стосується розчарування викликаного однаковою долею справедливого і безбожного. Хоча справедливим часто не щастить, а підступним йдеться добре, треба завжди боятися Бога й не піддаватися розчаруванню, попри те, що навіть мудрець не може збагнути встановлений Творцем порядок. Багато уваги автор приділяє непостійності примхам долі. Незважаючи на зусилля, яке людина вкладає у якусь справу, на її здібності і мудрість, результат діяльності не завжди задовільняє і не завжди відповідає задуманому.

Книга закінчується закликом звернення до учня, аби той радо користувався благами життя. Але нехай пам'ятає про Божий суд, нехай пам'ятає про свого Творця замолоду, перш ніж прийдуть лихі дні і нелегка старість.

Епілог походить, з певністю, від учня Проповідника. Він містить похвалу Проповіднику й підсумовує все навчання Книги, виражене у настанові: Бога бійся, заповіді виконуй, приготуйся на суд.

## Афоризми
Книга Проповідника складається із багатьох виразів базованих на особистих чи біографічних спостереженнях, стилістично виражених у формі афоризмів.
- Що було, воно й буде, і що робилося, буде робитись воно, і немає нічого нового під сонцем!... (Екл. 1:9)
- Усе марнота й гонитва за вітром. (Екл. 1:14[4])
- Час розкидати каміння і час його збирати (Екл. 3:5[5]). На все свій час (Екл. 3:1-8[6])
- Двом ліпше, ніж одному. (Екл. 4:9[7])
- Ліпше добре ім'я, ніж дорога олія. (Екл. 7:1[8])
- Жінка гіркіша від смерти. (Екл. 7:25,28[9])
- Ліпший живий пес, ніж лев мертвий. (Екл. 9:4[10])
- Хто копає яму, сам упаде до неї. (Екл. 10:8[11])
- Тішся, юначе, своїм молодецтвом, а серце твоє нехай буде веселе за днів молодощів твоїх! І ходи ти дорогами серця свого й видінням очей своїх, але знай, що за все це впровадить тебе Бог до суду! (Екл. 11:9)
- А понад те, сину мій, будь обережний: складати багато книжок не буде кінця, а багато навчатися мука для тіла! (Екл. 12:12)| Книга Екклезіястова у сестринських Вікіпроєктах |                                    |
| q:                                              | Цитати у Вікіцитатах?              |
| s:                                              | Теми у Вікіджерелах?               |
| CMNS:                                           | Книга Екклезіястова у Вікісховищі? |